# 키친 캐비닛
키친 캐비닛(Kitchen Cabinet)은 대통령과 친분이 있을 뿐, 어떠한 사적 이해나 정치 관계로 얽혀 있지 않은 사람을 의미한다. 미국 앤드류 잭슨 대통령이 참모진과의 불화로 자문이 필요할 때 행정부 밖의 지인들을 격식 없이 식사에 초대해 국정을 논의한 것에서 비롯되었다.

## 박근혜-최순실 게이트
2016년 12월 18일, 박근혜 대통령이 제출한 탄핵심판 답변서가 공개되었다. 최순실은 키친 캐비닛이라 합법이라고 주장했다.
2016년 11월 2일, 민주사회를 위한 변호사 모임 소속인 송기호 변호사가 대통령이 최순실에게 기밀업무를 자문한 것이 공무상비밀누설죄(형법 제127조) 또는 외교상기밀누설죄(형법 제113조)에 해당된다고 주장했다.
2016년 11월 4일 09시 30분, 참여연대는 박근혜 대통령과 최순실을 공무상 비밀 누설죄(형법 제127조) 또는 외교상 기밀 누설죄(형법 제113조)라며 서울 서초구 서울중앙지검에 고발장을 제출했다.
2016년 11월 4일 23시 30분, ‘최순실 국정농단’ 특별수사본부(본부장 이영렬 서울중앙지검장)는 정호성 청와대 제1부속비서관(47)을 공무상비밀누설죄 혐의로 구속했다. 정호성은 1998년 박근혜 대통령이 정치에 입문할 때부터 연설문 작성과 기획 업무를 맡아 보좌했다.

## 같이 보기
- 비선실세